# Передчасна людина
Передчасна людина (рос. «Преждевременный человек») — радянський художній фільм, знятий у 1971 році режисером Абрамом Роомом на кіностудії Мосфільм. Екранізація незакінченої п'єси Максима Горького «Яків Богомолов». Прем'єра фільму відбулася у 1972 році. Фільм став останньою роботою Абрама Роома. Фільм закінчує трилогію, першим фільмом якої є «Гранатовий браслет».

## Сюжет
Інженер Яків Богомолов (Ігор Кваша) — людина-«трудоголік». Всього себе віддає своїй роботу, захоплений нею настільки, що не помічає того, що відбувається навколо себе. Молода дружина Ольга (Анастасія Вертинська) змінює йому, друзі зраджують, компаньйони не розуміють і обманюють…

## У ролях
- Ігор Кваша —  Яків Богомолов, інженер
- Анастасія Вертинська —  Ольга Борисівна, дружина Богомолова
- Олександр Калягін —  Никон Буке
- Борис Іванов —  Жан Онкль
- Ніна Шацька —  Ніна Аркадіївна
- Валентин Смирнитський —  Борис Ладигін
- Ірина Варлей —  Вірочка
- Анатолій Адоскін —  Наум
- Тетяна Лук'янова —  Дуняша
- Валентин Брилєєв —  епізод
- Дмитро Масанов —  епізод

## Знімальна група
- Режисер — Абрам Роом
- Сценарист — Абрам Роом
- Оператори — Леонід Крайненков, Володимир Степанов
- Художник — Леонід Козлов